# Junior Murvin

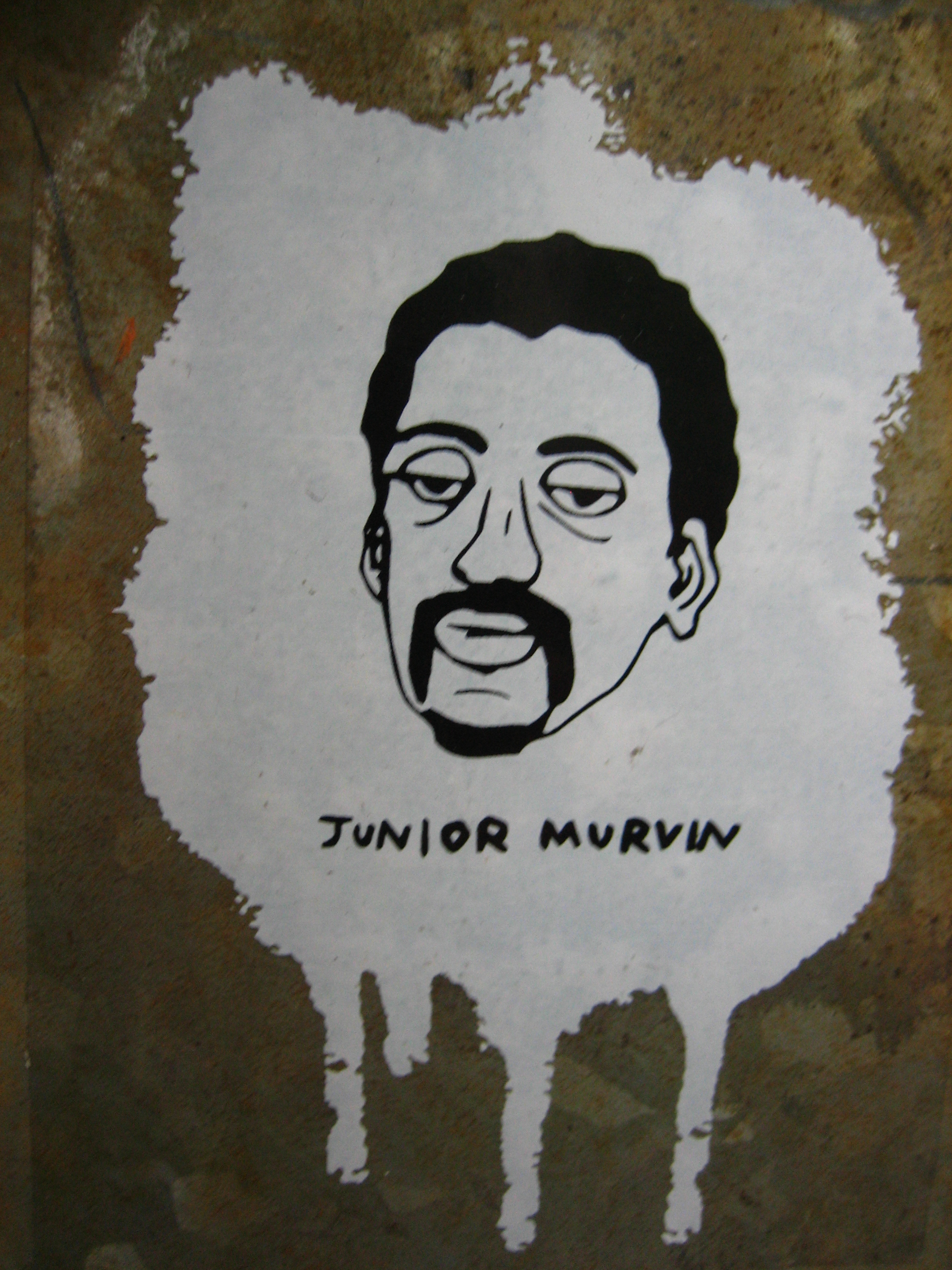
Graffito

Junior Murvin (* 1946 oder 1949 in Saint James Parish als Murvin Junior Smith; † 2. Dezember 2013 Port Antonio) war ein jamaikanischer Reggaemusiker. Bekanntheit erlangte er durch die 1976 von Lee „Scratch“ Perry produzierte und den The Upsetters eingespielte Single Police & Thieves, die vor allem in der britischen Punkszene Anklang fand und sein einziger Charterfolg wurde. Zu Beginn seiner Karriere nannte er sich Junior Soul.

## Leben
Murvin Junior Smith kam wahrscheinlich 1946 in Port Antonio zur Welt. Andere Quellen nennen 1949 als Geburtsjahr und Saint James als Geburtsort. Sein Vater starb, als Murvin ein Baby war. Seine Mutter wanderte nach Großbritannien aus, wo sie als Krankenschwester arbeitete. Er wuchs daraufhin mit seinen Geschwistern bei der Urgroßmutter in Port Antonio auf.
In der örtlichen Methodistenkirche half er beim Bedienen der Orgel, war jedoch zu schüchtern, dem Chor beizutreten. Stattdessen begann er, sich für Rhythm and Blues zu begeistern und gab bereits im Alter von sechs Jahren Songs von Billy Eckstine, Louis Armstrong und Nat King Cole zum Besten. Nach dem Tod der Urgroßmutter lebte er bei seiner Großmutter in der Nähe von Montego Bay. Im Anschluss an die Highschool begann er an der technischen Hochschule in Montego Bay eine Ausbildung zum Automechaniker.
Am 2. Dezember 2013 starb Junior Murvin im Krankenhaus von Port Antonio, wo er wegen Diabetes und Bluthochdrucks behandelt worden war. Er hinterließ fünf Kinder und acht Enkelkinder.

## Karriere

### Musikalische Anfänge
Nach ersten Kurzauftritten in der Stadt ermutigten ihn Musikerkollegen, mit dem Singen fortzufahren. Eine Tante in den USA schickte Murvin eine Gitarre und er begann, eigene Songs zu schreiben. Nachdem er mit einem Gesangsauftritt für den Jazzsaxophonisten Roland Alphonso das Publikum bei einem Rastafari-Camp überzeugt hatte, versuchte er, seine Musik in Kingston zu vermarkten. Sein erstes Vorsprechen bei einem Musiklabel endete damit, dass er zurück nach Montego geschickt wurde, bevor er Material aufnehmen konnte. Eine zweite Audition bei Lee „Scratch“ Perry war ebenfalls nicht von Erfolg gekrönt.
Auf dem Höhepunkt der Rocksteady-Ära beschloss Murvin schließlich, in die Hauptstadt zu ziehen, wo er eine Zeit lang bei einer Tante in Trench Town lebte. Zunächst sang er neben Max Romeo in einer Gruppe namens Hippy Boys, ehe er unter dem Künstlernamen Junior Soul seine ersten Songs mit den Produzenten Derrick Harriott und Sonia Pottinger aufnahm. 1967 erschien die von Pottinger produzierte Single Miss Cushie. Eine seiner frühesten Kompositionen, das mit biblischen Anspielungen gespickte Solomon, wurde ein kleiner Hit für den auch als Sänger agierenden Harriott.

### Durchbruch
Nach einem Engagement an der Seite von Dennis Brown in der Gruppe The Falcons kehrte Junior Murvin 1975 nach Port Antonio zurück, wo er in der Band Young Experience sang. Der befreundete sozialistische Premierminister Michael Manley organisierte für die Formation eine Tournee durch Kuba und einen Auftritt auf der Geburtstagsfeier seiner Frau. Nach Auflösung der Gruppe konzentrierte sich Murvin wieder auf das Schreiben von Songs.
Zurück in Kingston nahm er wieder Kontakt zum Produzenten Lee Perry auf, der sich von seinem Song Police & Thieves angetan zeigte. Auf Anraten Perrys
legte Murvin den Künstlernamen Junior Soul ab, um Verwechslungen mit einem New Yorker Musiker gleichen Namens zu vermeiden. Nachdem „Scratch“ ein wenig Text hinzugefügt hatte, arrangierte er im Mai 1976 in seinem Black Ark Studio die Aufnahme mit Sly Dunbar am Schlagzeug, Boris Gardiner am Bass und Ernest Ranglin an der Gitarre. Junior Murvin sang den Titel in dem für ihn typischen, an Curtis Mayfield erinnernden Falsett ein. Der Text des von Wildflower vertriebenen Stücks sollte den politischen und sozialen Umbruch Jamaikas widerspiegeln und machte das Lied über die Landesgrenzen hinaus vor allem in der britischen Punkszene bekannt.
Murvins Debütalbum mit demselben Namen kam 1977 heraus und wurde ein kritischer und kommerzieller Erfolg. Mit fast vierjähriger Verspätung stieg der Titeltrack am 5. März 1980 in die britischen Singlecharts ein. Er hielt sich dort acht Wochen lang und erreichte Platz 23, was Murvin einen Auftritt bei Top of the Pops einbrachte.

### Weitere Karriere
Aufgrund eines Nervenzusammenbruchs von Perry kam ein zweites gemeinsames Album nicht zustande und Junior Murvin konnte nicht mehr an den Erfolg von Police & Thieves anknüpfen. Mit Joe Gibbs nahm er 1979 die Single Cool Out Son auf, die zumindest ein kleiner Hit wurde. Weitere Alben mit den Produzenten Mikey Dread (Bad Man Possé, 1982) und Henry „Junjo“ Lawes (Muggers in the Street, 1984) erhielten nicht die gewünschte Aufmerksamkeit. Auf dem von King Jammy produzierten Apartheid vollzog Murvin 1986 einen Stilwechsel hin zum Dancehall.
Solo und als Teil der Jah Postles tourte der Sänger weltweit und trat in Europa unter anderem in England, Frankreich und Deutschland auf.

## Rezeption
Junior Murvin wird heute fast ausschließlich mit der Single Police & Thieves in Verbindung gebracht. Nach ihrem Erscheinen in England entwickelte sich die Nummer zu einer Hymne des jährlichen Notting Hill Carnival, der im Erscheinungsjahr 1976 in gewaltvollen Ausschreitungen endete. Nicht zuletzt deswegen verbot die Polizei, die den Text als aufstachelnd empfand, britischen Radiostationen, das Spielen des Titels.
The Clash coverten den Song 1977 auf ihrem selbstbetitelten Debütalbum und sorgten damit für einen zusätzlichen Popularitätsschub innerhalb der Londoner Punkszene. So waren sie eine der ersten Bands, die Punkrock und Reggae miteinander verband, was etwa Bob Marley noch im selben Jahr mit dem Song Punky Reggae Party würdigte. 1978 wurde Murvins Originalversion von Police & Thieves auf den Soundtrack des jamaikanischen Spielfilms Rockers aufgenommen.
Der australische Musiker Paul Kelly erwähnte Junior Murvin in seinem alternativen Weihnachtslied How to Make Gravy aus dem Jahr 1996 („You’ll put on Junior Murvin and push the tables back“). Murvins zweitbekanntestes Stück Cool Out Son untermalt das 2010 veröffentlichte EA-Computerspiel Skate 3 musikalisch.

## Diskografie

### Studioalben
- 1977: Police & Thieves
- 1978: Tedious
- 1982: Bad Man Posse
- 1984: Muggers in the Street
- 1986: Apartheid
- 1989: Signs and Wonders
- 1995: World Cry
- 2007: Inna de Yard

### Singles (Auswahl)
- 1967: Miss Cushie (als Junior Soul, mit Lynn Tait & The Jets)
- 1969: The Hustler (als Junior Soul)
- 1970: Philistines on the Land
- 1976: False Teaching
- 1976: Police & Thieves
- 1977: Tedious
- 1979: Load Shedding
- 1979: Cool Out Son (mit Welton Irie und Prince Weedy)
- 1980: Cross Over
- 1982: Bad Man Possé